# Diaguita (kulle i Antarktis)
Diaguita är en kulle i Antarktis. Den ligger i Sydshetlandsöarna. Argentina, Chile och Storbritannien gör anspråk på området.
Terrängen runt Diaguita är huvudsakligen kuperad, men den allra närmaste omgivningen är varierad. Havet är nära Diaguita norrut. Trakten är obefolkad. Det finns inga samhällen i närheten. 